# وينفريد بيرد
وينفريد بيرد (بالإنجليزية: Winifred Byrd)‏ هي عازفة بيانو أمريكية، ولدت في 24 مايو 1884، وتوفيت في 3 أبريل 1970.